# Aldine, Texas
Aldine là một nơi ấn định cho điều tra dân số (CDP) thuộc quận Harris, tiểu bang Texas, Hoa Kỳ. Năm 2010, dân số của nơi này là 15869 người.

## Dân số
- Dân số năm 2000: 13979 người.
- Dân số năm 2010: 15869 người.